# Lijst van Dancesmashes in 2016
Deze hits werden in 2016 Dancesmash op Radio 538.
| Nr.  | Bekendgemaakt op | Artiest                                                | Titel                          | Hoogste positie in Top 40 |
| ---- | ---------------- | ------------------------------------------------------ | ------------------------------ | ------------------------- |
| 1129 | 1 januari        | Sigala                                                 | Sweet lovin'                   | 23                        |
| 1130 | 8 januari        | Sigma ft. Rita Ora                                     | Coming home                    | tip2                      |
| 1131 | 15 januari       | Jonas Blue ft. Dakota                                  | Fast car                       | 3                         |
| 1132 | 22 januari       | Tiësto & Oliver Heldens ft. Natalie La Rose            | The right song                 | 35                        |
| 1133 | 29 januari       | AlunaGeorge ft. Popcaan                                | I'm in control                 | 36                        |
| 1134 | 5 februari       | MÖWE & Daniel Nitt                                     | Lovers friends                 | tip1                      |
| 1135 | 12 februari      | The Chainsmokers ft. ROZES                             | Roses                          | 15                        |
| 1136 | 19 februari      | Lil' Kleine & Ronnie Flex                              | 1, 2, 3                        | 5                         |
| 1137 | 26 februari      | Fais ft. Afrojack                                      | Hey                            | 2                         |
| 1138 | 4 maart          | Robin Schulz ft. J.U.D.G.E.                            | Show me love                   | 36                        |
| 1139 | 11 maart         | Martin Garrix ft. John & Michel                        | Now that I've found you        | tip1                      |
| 1140 | 18 maart         | Hardwell ft. Jake Reese                                | Run wild                       | tip3                      |
| 1141 | 25 maart         | Cheat Codes x Kris Kross Amsterdam                     | Sex                            | 2                         |
| 1142 | 1 april          | Kygo ft. Kodaline                                      | Raging                         | 21                        |
| 1143 | 8 april          | The Chainsmokers ft. Daya                              | Don't let me down              | 7                         |
| 1144 | 15 april         | Tinie Tempah ft. Zara Larsson                          | Girls like                     | 10                        |
| 1145 | 22 april         | Lucas & Steve                                          | Make it right                  | tip2                      |
| 1146 | 29 april         | Armin van Buuren ft. BullySongs                        | Freefall                       | tip8                      |
| 1147 | 6 mei            | Kungs vs. Cookin' On Three Burners                     | This girl                      | 3                         |
| 1148 | 13 mei           | Galantis                                               | No money                       | 5                         |
| 1149 | 20 mei           | Janieck                                                | Feel the love (Sam Feldt edit) | 27                        |
| 1150 | 27 mei           | Martin Garrix ft. Third Party                          | Lions in the wild              | tip12                     |
| 1151 | 3 juni           | Rui ft. Sam Ashworth                                   | Million times                  | tip9                      |
| 1152 | 10 juni          | Otto Knows ft. Avicii                                  | Back where I belong            | tip3                      |
| 1153 | 17 juni          | Tiësto ft. John Legend                                 | Summer nights                  | 23                        |
| 1154 | 24 juni          | Michael Feiner                                         | Mantra (Axwell cut)            | tip15                     |
| 1155 | 1 juli           | Sam Feldt & Lucas & Steve ft. Wulf                     | Summer on you                  | 4                         |
| 1156 | 8 juli           | Sak Noel & Salvi ft. Sean Paul                         | Trumpets                       | 12                        |
| 1157 | 15 juli          | Jonas Blue ft. JP Cooper                               | Perfect strangers              | 2                         |
| 1158 | 22 juli          | Seeb ft. Neev                                          | Breathe                        | 30                        |
| 1159 | 29 juli          | Martin Garrix ft. Bebe Rexha                           | In the name of love            | 3                         |
| 1160 | 5 augustus       | Mike Perry ft. Shy Martin                              | The ocean                      | 10                        |
| 1161 | 12 augustus      | The Chainsmokers ft. Halsey                            | Closer                         | 1(4wk)                    |
| 1162 | 19 augustus      | DJ Snake ft. Justin Bieber                             | Let me love you                | 1(5wk)                    |
| 1163 | 26 augustus      | Matt Simons                                            | Lose control                   | tip3                      |
| 1164 | 2 september      | Kygo ft. Julia Michaels                                | Carry me                       | 28                        |
| 1165 | 9 september      | Rochelle ft. Kalibwoy                                  | Way up                         | 36                        |
| 1166 | 16 september     | Calvin Harris                                          | My way                         | 4                         |
| 1167 | 23 september     | Nicky Romero ft. Colton Avery                          | Take me                        | tip12                     |
| 1168 | 30 september     | Major Lazer & Showtek                                  | Believer                       | 23                        |
| 1169 | 7 oktober        | Galantis & Hook n Sling                                | Love on me                     | 32                        |
| 1170 | 14 oktober       | Hardwell ft. Jay Sean                                  | Thinking about you             | 34                        |
| 1171 | 21 oktober       | Lucas & Steve                                          | Love on my mind                | tip11                     |
| 1172 | 28 oktober       | Sophie Francis                                         | Walls                          | tip7                      |
| 1173 | 4 november       | Kölsch                                                 | Grey                           | tip1                      |
| 1174 | 11 november      | Jonas Blue ft. Raye                                    | By your side                   | 28                        |
| 1175 | 18 november      | Yellow Claw ft. Yade Lauren                            | Love & war                     | 32                        |
| 1176 | 25 november      | Robin Schulz & David Guetta ft. Cheat Codes            | Shed a light                   | 21                        |
| 1177 | 2 december       | LNY TNZ                                                | Burn it down                   | tip13                     |
| 1178 | 9 december       | Sigma ft. Birdy                                        | Find me                        | tip8                      |
| 1179 | 16 december      | Starley                                                | Call on me (Ryan Riback remix) | 3                         |
| 1180 | 23 december      | Kris Kross Amsterdam & Conor Maynard ft. Ty Dolla Sign | Are you sure                   | 15                        |
| 1181 | 30 december      | Lucas & Steve ft. Jake Reese                           | Calling on you                 | tip5                      |

1994 ·
1995 ·
1996 ·
1997 ·
1998 ·
1999 ·
2000 ·
2001 ·
2002 ·
2003 ·
2004 ·
2005 ·
2006 ·
2007 ·
2008 ·
2009 ·
2010 ·
2011 ·
2012 ·
2013 ·
2014 ·
2015 ·
2016 ·
2017 ·
2018 ·
2019 ·
2020 ·
2021 ·
2022 ·
2023 ·
2024 ·
2025